# NGC 4942
NGC 4942 is een balkspiraalstelsel in het sterrenbeeld Maagd. Het hemelobject werd op 23 maart 1789 ontdekt door de Duits-Britse astronoom William Herschel.

## Synoniemen
- IC 4136
- MCG -1-33-78
- IRAS 13017-0723
- PGC 45177